# Olli Isoaho
Olli Matias Isoaho (ur. 2 marca 1956 w Keravie) – fiński piłkarz występujący na pozycji bramkarza.

## Kariera klubowa
Isoaho karierę rozpoczynał w sezonie 1973 w pierwszoligowym zespole Helsingin Ponnistus. W debiutanckim sezonie spadł z nim do drugiej ligi. W 1976 roku przeszedł do pierwszoligowego HJK. W sezonie 1978 zdobył z nim mistrzostwo Finlandii, a w sezonie 1981 dublet, czyli mistrzostwo oraz Puchar Finlandii. Graczem HJK był przez 7 sezonów.
W 1982 roku Isoaho przeszedł do niemieckiej Arminii Bielefeld. W Bundeslidze zadebiutował 21 sierpnia 1982 w wygranym 1:0 meczu z Bayerem 04 Leverkusen. W Arminii spędził sezon 1982/1983.
Następnie występował w zespole Seiko SA z Hongkongu, a w 1985 roku został graczem szwedzkiego drugoligowca, Västerås SK. Spędził tam 3 sezony. Potem przez jeden sezon (1988), reprezentował barwy norweskiego Moss FK, ale w 1989 roku wrócił do Västerås SK, gdzie w 1990 roku zakończył karierę.

## Kariera reprezentacyjna
W reprezentacji Finlandii Isoaho zadebiutował 25 czerwca 1980 w zremisowanym 1:1 towarzyskim meczu z Islandią. W tym samym roku znalazł się w kadrze na Letnie Igrzyska Olimpijskie, zakończone przez Finlandię na fazie grupowej. W latach 1980–1986 w drużynie narodowej rozegrał 14 spotkań.